# Sköldpaddsön

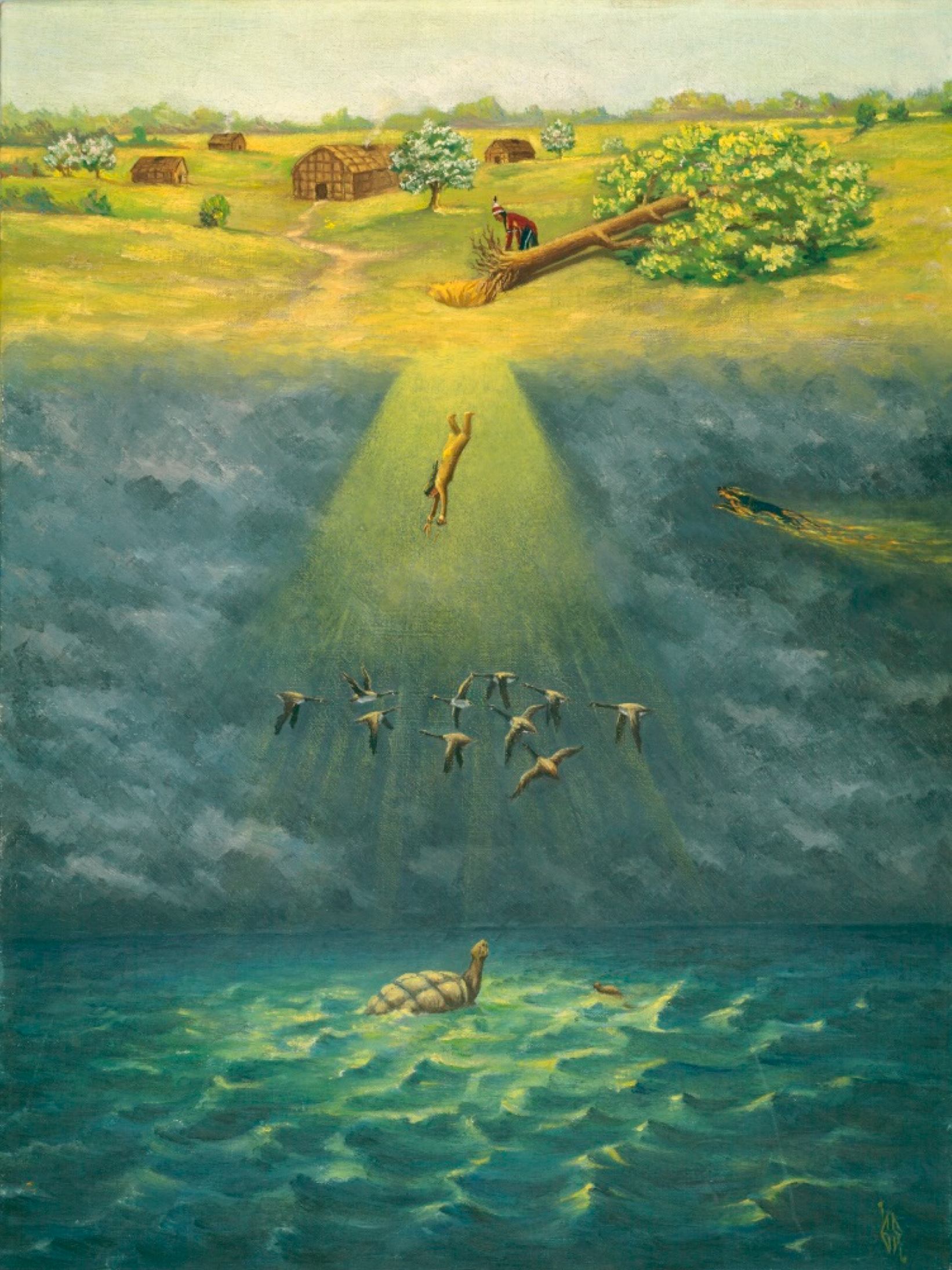
Sky Woman av seneca-konstnären Ernest Smith föreställer skapelseberättelsen om sköldpaddan.

Sköldpaddsön (engelska: Turtle Island) är ett namn för jorden eller Nordamerika, som används av flera nordamerikanska urfolk såväl som av aktivister för ursprungsfolk. Namnet är grundat på en vanligt förekommande nordamerikansk skapelseberättelse i olika versioner om en sköldpadda simmar och bär världen på sin rygg.

## Namn på uramerikanska språk
- Anishinaabemowin: Mishiike Minisi, Mikinoc Waajew
- Kanyenʼkéha: Anowara:kowa
- Lakota: Khéya Wíta
- Tuscarora: Ragwis Yuwena